# (6555) 1989 UU1
(6555) 1989 UU1 es un asteroide perteneciente al cinturón de asteroides, región del sistema solar que se encuentra entre las órbitas de Marte y Júpiter, descubierto el 29 de octubre de 1989 por Takuo Kojima desde la Estación Chiyoda, Japón.

## Designación y nombre
Designado provisionalmente como 1989 UU1.

## Características orbitales
1989 UU1 está situado a una distancia media del Sol de 2,220 ua, pudiendo alejarse hasta 2,431 ua y acercarse hasta 2,009 ua. Su excentricidad es 0,095 y la inclinación orbital 6,678 grados. Emplea 1207,96 días en completar una órbita alrededor del Sol.

## Características físicas
La magnitud absoluta de 1989 UU1 es 13,02. Tiene 6,475 km de diámetro y su albedo se estima en 0,374.